# Birimdik
Birimdik (lett. "Unità" in kirghiso), chiamato ufficialmente il Partito del Socialismo Democratico - Scelta eurasiatica "Birimdik" (in russo Партия демократического социализма - евразийский выбор «Биримдик»?), è un partito politico kirghiso a favore di Jenbekov, fondato nel 2005 col nome di Partito Democratico Birimdik (in russo Демократическая партия «Биримдик»?).
L'8 maggio 2013 venne registrato con l'attuale denominazione. Il partito comprende molti ex funzionari e deputati.
Le ideologie politiche del partito sono l'eurasiatismo, il socialismo, la democrazia e il parlamentarismo.
A partire dal 2019, nonostante si sia etichettato da solo come un partito socialista democratico, il partito è di fatto un successore dell'SDPK, un partito socialdemocratico di centrosinistra con tendenze centriste.

## Risultati elettorali

### Jogorku Kenesh
| Elezione | Voti               | %                  | Seggi              |
| -------- | ------------------ | ------------------ | ------------------ |
| 2020     | 487.685            | 24.90              | 46 / 120           |
| 2021     | Non ha partecipato | Non ha partecipato | Non ha partecipato |

Le elezioni del 2020 sono state successivamente annullate